# Santa María (Paraguai)

Santa Maria de Fe é um distrito do Paraguai, localizado no departamento de Misiones. Possui área de 520 km² e 7 385 habitantes. Inicialmente possuia o nome de Nuestra Señora de Taré 

## Transporte
O município de Santa Maria de Fe é servido pelas seguintes rodovias:
- Caminho em rípio ligando a cidade ao município de Santa Rosa
- Caminho em pavimento ligando a cidade ao município de San Ignacio Guazú[2][3][4]